# 佐藤信行 (法学者)
佐藤 信行（さとう のぶゆき、1962年8月6日 - ）は、日本の法学者。専門は公法学、英米法、カナダ法。学位は博士（法学）。中央大学副学長、中央大学法科大学院教授、アイネス取締役。

## 来歴
1962年生まれ。東京都立立川高等学校卒業。1985年中央大学法学部卒業、1988年 同大学院法学研究科公法専攻博士前期課程修了、1992年同研究科公法専攻博士後期課程退学。同年、中央大学法学部兼任講師。1995年釧路公立大学経済学部専任講師、1997年同助教授、2001年尚美学園大学総合政策学部教授、2004年同大学大学院総合政策研究科教授等を経て、2006年より中央大学大学院法務研究科教授。2016年 オーストラリア国立大学法学部客員教授、2018年香港大学法学部客員訪問研究者。
公法とりわけ憲法領域において、主として英米カナダ法を対象とする比較研究を専攻するとともに、情報法領域での応用に取り組んでいる。英米法の法令・判例集の成り立ちについて造詣が深く、早くからデータベースを使った実践的なリーガル・リサーチ教育を進めている。2016年に、文部科学省の私立大学研究ブランディング事業に採択された中央大学の事業「アジア太平洋地域における法秩序多様性の把握と法の支配確立へ向けたコンバージェンスの研究」の代表を務める。
2011年1月 - 2014年11月中央大学副学長、2018年4月日本カナダ学会会長、2020年7月中央大学副学長。2021年4月中央大学教育力研究開発機構長。2022年6月アイネス取締役。

## 著書
- 共編著『憲法理論の再構築　植野妙実子先生子古稀記念論文集』ISBN 9784767002286（2019年）敬文堂
- 共編著『はじめて出会うカナダ』ISBN 9784641173583（2009年）有斐閣
- 共編著『要約憲法判例205』ISBN 9784313311268（2007年）編集工房球
- 共編著『現代国家の憲法的考察 清水睦先生古稀記念論文集』ISBN 9784797221855（2000年）信山社出版
- 共著『Japón. Una visión jurídica y geopolítica en el siglo XXIMéxico』ISBN 9786073021883（2019年）Universidad Nacional Autónoma de México
- 共著『法化社会のグローバル化と理論的実務的対応（中央大学学術シンポジウム研究叢書11）』ISBN 9784805761908（2017年）中央大学出版部
- 共著『カナダを旅する37章』ISBN 9784750336978（2012年）明石書店
- 共著『ガバナンス（総合政策シリーズ）』ISBN 9784893849984（2005年）北樹出版
- 共著『Information 情報教育の基礎知識』ISBN 9784757100916（2003年）NTT出版

## 親族
- 祖父：佐藤貫一 - 日本刀学者
- 伯父：佐藤純一 - 東京大学名誉教授、スラブ言語学者
- 伯父：佐藤純彌 - 映画監督
- 従兄：佐藤東弥 - 映画監督